# Takumi Corporation
Takumi Corporation (яп. タクミコーポレーション Takumi Kōporēshon) — японская компания, разработчик видеоигр. Известна своими играми в жанре скролл-шутера для аркадных игровых автоматов.
Компания стала одной из компаний, основанных бывшими сотрудниками Toaplan после её банкротства в 1994 году. Другие компании — Cave, 8ing/Raizing и Gazelle. Из них только Takumi выпускала прямые продолжения игр Toaplan.

## Список игр
- Twin Cobra II — 1995
- Giga Wing — 1999
- Mars Matrix — 2000
- Giga Wing 2 — 2000
- Night Raid — 2002
- Giga Wing Generations — 2004
- Kurukuru Fever
- Don chan puzzle hanabi de do-n!
- Otenki kororin
- Mesaze!! Tsuri master
- Elemental Monster
- Milon no hoshizora shabon

## Medal games
- Korokoro Quest
- Shuffle gakuen
- Crusher mako chan
- Horutoru bomber

## Prize games
- Bingo de bingo!
- Go! Go! Pen-Suke
- Rolling Soccer
- 4x4 Rally